# Carlos Brenes
Pour les articles homonymes, voir Brenes (homonymie).
Brenes  Mata est un nom espagnol. Le premier nom de famille, en général paternel, est Brenes ; le second, en général maternel, souvent omis, est Mata.
Carlos Andrés Brenes Mata, né le 30 décembre 1991 à Cartago, est un coureur cycliste costaricien.

## Palmarès
- 2010
  - 2e du championnat du Costa Rica du contre-la-montre espoirs
- 2013
  - 9e étape du Tour du Costa Rica
- 2014
  - 3e étape de la Vuelta a Chiriquí
- 2015
  - 6e étape de la Vuelta a Chiriquí
- 2017
  -  Médaillé d'or de la course en ligne aux Jeux d'Amérique centrale
  - 2e du championnat du Costa Rica sur route

## Classements mondiaux
| Année            | 2014 | 2015 | 2016 | 2017 | 2018 |
| ---------------- | ---- | ---- | ---- | ---- | ---- |
| UCI America Tour | 138e |      |      | 68e  | 38e  |